# Midazolam
Midazolam je benzodiazepin koji se koristi za anesteziju, proceduralnu sedaciju, poteškoće sa spavanjem i snažnu uznemirenost. Djeluje potičući pospanost, smanjujući anksioznost i uzrokujući gubitak sposobnosti stvaranja novih sjećanja. Koristan je i za liječenje epileptičnih napadaja. Midazolam se može davati oralno, intravenski ili injekcijom u mišić, raspršivanjem u nos, sublingvalno (rastapanjem ispod jezika) ili subakvalno (rastapanjem u ustima uz obraz). Kada se daje intravenski, obično počinje raditi u roku od pet minuta; kada se ubrizga u mišić, može proći petnaestak minuta da počnete raditi. Učinci traju između jednog i šest sati.
Midazolam je brzodjelujući benzodiazepin sa snažnim anksiolitskim, amnezijskim, uspavljujućim, antiepileptičkim, opuštajućim i sedativnim svojstvima. To je jedan od rijetkih benzodiazepina topivih u vodi i stoga je vrlo pogodan za ubrizgavanje. Javlja se, između ostalog, pod trgovačkim imenima Dormicum iz Roche, a u SAD-u na tržište ga stavljaju Versed i Hypnovel. Postoje dokazi za rizik ako se koristi tokom trudnoće, ali nema dokaza o šteti s jednom dozom tokom dojenja.
Nuspojave mogu uključivati smanjenje nagona za disanje (respiratorna depresija), nizak krvni tlak i pospanost. Tolerancija na njegove učinke i sindrom povlačenja može se pojaviti već nakon nekoliko tjedana, a u slučaju korištenja intravenoznim putem čak i nakon nekoliko dana. Paradoksalni učinci, poput povećane aktivnosti, mogu se pojaviti osobito kod djece i starijih osoba. Postoje dokazi o riziku kada se koristi tijekom trudnoće, ali nema dokaza o štetnosti jednom dozom tijekom dojenja. Spada u klasu lijekova benzodiazepina i djeluje povećavajući aktivnost neurotransmitera GABA u mozgu.
Midazolam se nalazi na listi modela esencijalnih lijekova Svjetske zdravstvene organizacije, najznačajnijih preparata za liječenja koja su potrebna za osnovni zdravstveni sistem. Midazolam je raspoloživ u generičkim lijekovima i nije jako skup. Veleprodajna cijena u zemljama u razvoju po bočici je oko 0,35 USD. U mnogim zemljama je kontrolirana supstanca.
Midazolam je imidazobenzodiazepin s jedinstvenim svojstvima u usporedbi s drugim benzodiazepinima. Midazolam je topiv u vodi, ali in vivo je topljiv u lipidima. Midazolam također ima relativno brz početak djelovanja i kratki polu-život u usporedbi s drugim benzodiazepinima. Lijek proizvodi pouzdane hipnotičke,sedativne, amnezijske i antianksiozne učinke ako se primjenjuje oralno, intramuskularno ili intravenski. Mnogo je koristi za midazolam u perioperativnom razdoblju, uključujući premedikaciju, indukciju i održavanje anestezije i sedaciju za dijagnostičke i terapijske postupke. Midazolam je poželjniji nego diazepam u mnogim kliničkim situacijama zbog njegove brze, bezbolne primjene i nedostatka venske iritacije. U usporedbi s tiopentalom, midazolam nije hipnotički djelotvoran niti predvidljiv. Neće zamijeniti tiopental kao indukcijsko sredstvo za uvod u anesteziju. Prednosti midazolama nad tiopentalom su svestranija farmakološka svojstva benzodiazepina u usporedbi s barbituratima, poput amnestičkih i anksiolitičkih svojstava.
Midazolam su prvi put sintetizirali Fryer i Walser, 1976.
U RH midazolam je dostupan pod nazivom Dormicum, u obliku filmom obložene tablete ili otopine za injekciju/infuziju.

## Upotreba te terapijske indikacije
Midazolam prvenstveno djeluju umirujuće (sedativni učinak) i uspavljujuće (hipnotički učinak), a osim toga sprječavaju ili prekidaju napadaje (antikonvulzivni učinak) te smanjuju mišićni tonus (miorelaksacijski učinak). Koriste za kratkotrajno liječenje nesanice kada su smetnje tako teške da osobu onesposobljuju ili joj stvaraju izrazitu neugodu te umirenje i uvođenje u anesteziju prije kirurških ili dijagnostičkih zahvata.
Midazolam otopina za injekciju/infuziju je lijek za uspavljivanje kratkoga djelovanja koji je indiciran za "bazalnu sedaciju" prije i za vrijeme dijagnostičkih ili terapijskih zahvata s primjenom lokalne anestezije ili bez nje, premedikaciju prije uvođenja u anesteziju, uvođenje anestezije te kao sedativna komponenta u kombiniranoj anesteziji.
Midazolam tablete indicirane su za kratkoročno liječenje nesanice. Benzodiazepini su indicirani samo u slučajevima kad su poremećaji teški, onesposobljavaju ili dovode pojedinca u stanje krajnje iscrpljenosti.
Formulacija u tableti, također se primjenjuje za sedaciju u premedikaciji prije kirurških ili dijagnostičkih zahvata.

## Farmakologija
Midazolam je benzodiazepin kratkog djelovanja u odraslih koji ima poluživot eliminacije od 1,5 do 2,5 sata. U starijih osoba, kao i male djece i adolescenata, poluživot uklanjanja iz tijela je duži. Midazolam se metabolizira u aktivni metabolit alfa-hidroksimidazolam. Deficiti vezani uz dob (starije osobe), bubrežni i jetreni status utječu na farmakokinetičke čimbenike midazolama kao i njegovog aktivnog metabolita. Međutim, aktivni metabolit midazolama je mali i doprinosi samo 10 posto biološke aktivnosti midazolama. Midazolam se oralno slabo apsorbira, a samo 50 posto lijeka dospije u krvotok. Midazolam se metabolizira enzimima citokroma P450 (CYP) i konjugacijom glukuronida. Terapeutski i štetni učinci midazolama nastaju zbog njegovih učinaka na GABAA receptore; midazolam ne aktivira GABAA receptore izravno, ali, kao i kod drugih benzodiazepina, pojačava učinak neurotransmitera GABA na GABAA receptore (↑ učestalost otvaranja Cl-kanala) što rezultira neuralnom inhibicijom. Gotovo sva svojstva mogu se objasniti djelovanjem benzodiazepina na GABAA receptore. Iz toga proizlaze sljedeća farmakološka svojstva: sedacija, indukcija sna, smanjenje anksioznosti, anterogradna amnezija, opuštanje mišića i antikonvulzivni učinci.
Za razliku od drugih benzodiazepina kao što su diazepam i lorazepam, midazolam je topiv u vodi, a imidazolski prsten se otvara na pH ispod 4. Kada se midazolam injektira, imidazolski prsten dolazi uz slabo alkalnu okolinu krvotoka (pH oko 7,4) i postaje topiviji u mastima. Ovo svojstvo čini da se vrlo brzo apsorbira u živčano tkivo, a vrijednost pKa od 6,15 midozalama ,koji je u fiziološkim uvjetima uglavnom (> 90%) ioniziran, osigurava brzo djelovanje.
Metabolizam se odvija pomoću jetrenog citohroma P450 enzima 3A3 / 3A4. Hidroksilira se do manje aktivnog metabolita 1-hidroksi-midazolam i glukuronizira, nakon čega se uklanja u bubrezima. U bubrezima može se javiti akumulacija 1-hidroksimidazolamglukuronida. Dugo se pretpostavljalo da je glukuronid farmakološki aktivna. Danas je, ipak, poznato da njegova aktivnost iznosi oko 10% aktivnosti midazolama. Uz dovoljno akumulacije, dakle, još uvijek može doći do sedacije.

## Kontraindikacije
Midazolam se ne smije primjenjivati u bolesnika s poznatom preosjetljivošću na benzodiazepine ili neku od pomoćnih tvari navedenih u dijelu 6.1.
Bazalna sedacija bolesnika s teškim respiratornim zatajenjem ili akutnom respiratornom depresijom.
Benzodiazepini zahtijevaju posebnu mjeru opreza ako se primjenjuju u starijih osoba, tijekom trudnoće, djece, kod osoba ovisnih o alkoholu ili drugim lijekovima ili kod osoba s komorbidnim psihijatrijskim poremećajima. Dodatni oprez potreban je kod kritično bolesnih bolesnika, jer može doći do nakupljanja midazolama i njegovih aktivnih metabolita. Oštećenja bubrega ili jetre mogu usporiti eliminaciju midazolama što dovodi do produženih i pojačanih učinaka. Kontraindikacije uključuju preosjetljivost, akutni glaukom uskog kuta, šok, hipotenziju ili ozljede glave.  

## Nuspojave
Dugotrajna primjena benzodiazepina povezana je s dugotrajnim deficitom pamćenja, a pokazuju se samo djelomični oporavak šest mjeseci nakon prestanka primjene benzodiazepina. Nejasno je hoće li do potpunog oporavka doći nakon duljih razdoblja apstinencije. Benzodiazepini mogu izazvati ili pogoršati depresiju. Paradoksalno uzbuđenje se ponekad javlja kod benzodiazepina, uključujući pogoršanje napadaja. Djeca i stariji pojedinci ili oni s poviješću zlostavljanja alkohola i osobe s poviješću agresivnog ponašanja ili bijesa izloženi su povećanom riziku od paradoksalnih učinaka. Paradoksalne reakcije posebno su povezane s intravenskom primjenom. Nakon noćne primjene midazolama, zaostali efekti mamurluka, poput pospanosti i oslabljene psihomotorne i kognitivne funkcije, mogu se zadržati naredni dan. To može smanjiti sposobnost sigurne vožnje za vozača i povećati rizik od pada i prijeloma kuka.  Mogu se pojaviti sedacija, respiratorna depresija i hipotenzija zbog smanjenja sustavnog vaskularnog otpora i povećanja otkucaja srca. Ako se intravenski midazolam daje prebrzo, može doći do hipotenzije. "Sindrom infuzije midazolama" može biti rezultat visokih doza, a karakterizira ih odgađano buđenje satima do danima nakon prestanka uzimanja midazolama i može dovesti do povećanja trajanja potrebne ventilacijske potpore.
Kod osjetljivih pojedinaca poznato je da midazolam izaziva paradoksalnu reakciju, što je dobro dokumentirana komplikacija s benzodiazepinima. Kada se to dogodi, pojedinac može osjetiti anksioznost, nehotične pokrete, agresivno ili nasilno ponašanje, nekontrolirano plakanje ili verbalizaciju i druge slične učinke. Čini se da je to povezano s promijenjenim stanjem svijesti ili dezinhibicijom koju proizvodi lijek. Paradoksalnog ponašanja se pacijent često ne sjeća zbog svojstava lijeka koji proizvodi amneziju. U ekstremnim situacijama, flumazenil se može primijeniti kako bi se spriječili ili poništili učinci midazolama. U tu se svrhu koriste i antipsihotski lijekovi, poput haloperidola.
Zna se da midazolam izaziva respiratornu depresiju. Kod zdravih osoba, 0.15 mg / kg midazolama može uzrokovati respiratornu depresiju. Kada se midazolam primjenjuje u kombinaciji s fentanilom, učestalost hipoksemije ili apneje postaje vjerojatnija.
Iako je učestalost depresije / zastoja disanja mala (0,1–0,5%) kada se midazolam primjenjuje sam u normalnim dozama, istodobna primjena lijekova koji djeluju na središnji živčani sustav (SŽS), uglavnom analgetičkih opioida, može povećati mogućnost hipotenzije, respiratorne depresije, respiratorni zastoj i smrt, čak i u terapijskim dozama.

## Tolerancija, navikavanje i ustezanje
Ovisnost o benzodiazepinu javlja se kod otprilike jedne trećine pojedinaca koji su liječeni benzodiazepinima duže od 4 tjedna, što obično rezultira tolerancijom i sindromom povlačenja benzodiazepina kada se doza prebrzo smanjuje. Infuzije midazolama mogu izazvati toleranciju i sindrom povlačenja za nekoliko dana. Čimbenici rizika za razvoj ovisnosti uključuju ovisničke predispozicije osobe, uporabu benzodiazepina koji ima kratkotrajno djelovanje, visoku potenciju i dugoročnu upotrebu benzodiazepina. Simptomi povlačenja midazolama mogu se kretati od nesanice i tjeskobe do napadaja i psihoze. Simptomi povlačenja mogu ponekad biti slični osnovnom stanju osobe. Postupno smanjivanje midazolama nakon redovite primjene može umanjiti učinak povlačenja i oporavljanja. Tolerancija i rezultirajući sindrom povlačenja mogu biti posljedica smanjenja regulacije receptora i promjena GABAA receptora u ekspresiji gena, što uzrokuje dugoročne promjene u funkciji GABAergičkog neuronskog sustava. 
Kronični korisnici lijekova benzodiazepina kojima je dan midazolam imaju smanjene terapijske učinke midazolama, zbog tolerancije na benzodiazepine. Produljene infuzije midazolamom rezultiraju razvojem tolerancije; ako se midazolam daje nekoliko dana ili više, može se pojaviti sindrom povlačenja. Stoga je za sprečavanje sindroma povlačenja potrebno postupno povlačenje produžene infuzije, a ponekad i kontinuirano smanjivanje doze s oralnim benzodiazepinom dugog djelovanja, poput diazepama. Simptomi povlačenja mogu uključivati razdražljivost, nenormalne reflekse, drhtavicu, klonulost, hipertoničnost, delirij i napadaje, mučninu, povraćanje, proliv, tahikardiju, hipertenziju i tahipneju. Kod osoba sa značajnom ovisnosti, nagli prekid može rezultirati simptomima povlačenja, poput epileptičnih napadaja, koji mogu biti fatalni.
Od prvog izvještaja o epileptičnom napadaju zbog ustezanja od benzodiazepina 1961. godine, uslijedile su mnoge prijave slučaja. Epileptični napadaji zbog ustezanja od benzodiazepina moguća su posljedica svih vrsta benzodiazepina, onih s kratkim, srednjim i dugim poluživotom, ako se naglo prekinu. Napadaji se obično javljaju kod pacijenata koji su dugo uzimali ove lijekove i u velikim dozama. Iako su napadaji prijavljeni i kod ljudi koji su uzimali benzodiazepina manje od 15 dana te u terapeutskoj dozi.  Težina napadaja kreće se od jedne epizode do kome i smrti. Smanjivanje doze benzodiazepina može se postići brže u bolničkim uvjetima kod osoba koje uzimaju veliku dozu, ali mora se raditi sporije u ambulantnom okruženju kod korisnika terapijskih doza. https://www.ncbi.nlm.nih.gov/pubmed/21815323

## Zloupotreba i predoziranje
Midazolam ima nizak potencijal zloupotrebe kada se usporedi s kokainom i heroinom. Ipak, u usporedbi s drugim benzodiazepinima, mogućnost zloupotrebe, štoviše, je prilično visoka, zbog kratkog ali jakog djelovanja.
Kombinacija midazolama s tvarima kao što su alkohol, opioidi i "pretjerana upotreba" može dovesti do jake respiratorne depresije, kome, prestanka disanja i uzrokovati smrt.

### Predoziranje
Simptomi
Benzodiazepini često uzrokuju omamljenost, ataksiju, dizartriju i nistagmus. Predoziranje midazolamom rijetko je opasno po život u slučaju kad je to jedini uzeti lijek, ali može dovesti do arefleksije, apneje, hipotonije, hipotenzije i kardiorespiratorne depresije i, u rijetkim slučajevima, do kome. Koma, ako se pojavi, obično traje nekoliko sati, ali može biti produljena i ciklička, posebno u starijih bolesnika.
Respiratorno-depresivni učinci benzodiazepina ozbiljniji su u bolesnika s bolešću dišnog sustava. Benzodiazepini pojačavaju učinke ostalih depresora SŽS-a, uključujući alkohol.
Liječenje
Potrebno je pratiti bolesnikove vitalne znakove i primijeniti suportivne mjere u skladu s kliničkim stanjem bolesnika. U nekim slučajevima stanje bolesnika može zahtijevati simptomatsko liječenje zbog učinaka na srce i dišni ili središnji živčani sustav.
Ako je lijek primijenjen peroralno, daljnju apsorpciju treba spriječiti odgovarajućom metodom, na primjer primjenom aktivnog ugljena u roku od 1 do 2 sata. Neophodno je zaštititi dišne puteve prilikom primjene aktivnog ugljena u omamljenih bolesnika. U slučaju miješane ingestije može se razmotriti ispiranje želuca, ali se ono ne treba provoditi kao rutinska mjera.
Ako se radi o teškoj depresiji SŽS-a, treba razmotriti primjenu flumazenila, antagonista benzodiazepina. Flumazenil se smije primjenjivati samo u strogo kontroliranim uvjetima. Ima kratak poluvijek eliminacije (približno jedan sat), pa bolesnike kod kojih je primijenjen treba pratiti i nakon prestanka njegovog učinka. Flumazenil treba primjenjivati s velikim oprezom u prisutnosti lijekova koji snižavaju prag za napadaje (na primjer triciklički antidepresivi). Za više informacija o pravilnoj uporabi flumazenila vidjeti Sažetak opisa svojstava lijeka za flumazenil.

## Povijest
Midazolam je među oko 35 benzodiazepina koji se trenutno medicinski korist, a sintetizirali su ga 1975. Walser i Fryer u Hoffmann-LaRoche, Inc u Sjedinjenim Državama. Zbog topivosti u vodi nađeno je da postoji manja vjerojatnost da će izazvati tromboflebitis (upalne promijene u venama) od sličnih lijekova.  Antikonvulzivna svojstva midazolama proučavana su u kasnim 1970-ima, ali midazolam se na tržištu pojavio tek 1990-ih pojavio kao učinkovit tretman za konvulzije u  epilepsiji. Od 2010, najčešće je korišteni benzodiazepin u anesteziji. U akutnim situacijama, kada je potrebno brzo i jako djelovanje, midazolam je postao popularniji od ostalih benzodiazepina, poput lorazepama i diazepama, jer mu je djelovanje kraće, snažniji je i uzrokuje manje boli na mjestu uboda. Midazolam također postaje sve popularniji u veterini zbog svoje topljivosti u vodi. U 2018. godini otkriveno je da je CIA razmatrala korištenje Midazolama kao "serum istine" za osumnjičene za terorizam u projektu "Lijekovi". 

## Zakonska regulativa
Midazolam je vrsta psihotropne tvari. Uvršten je u Hrvatskoj na temelju Zakona o suzbijanju zlouporabe droga na Popis droga, psihotropnih tvari i biljaka iz kojih se može dobiti droga te tvari koje se mogu uporabiti za izradu droga, pod Popis droga i biljaka iz kojih se može dobiti droga, pod 2. Popis psihotropnih tvari i biljaka, Odjeljak 4 - Psihotropne tvari sukladno Popisu 4. Konvencije UN-a o psihotropnim tvarima iz 1971. godine. Kemijsko ime je 8-klor-6-(o-fluorfenil)-1-metil-4H-imidazo[1,5-a][1,4]benzodiazepin.